# Slobodan Boškan
Slobodan Boškan (Novi Sad, 18 agosto 1975) è un dirigente sportivo, allenatore di pallavolo ed ex pallavolista serbo.
Giocava nel ruolo di schiacciatore. Campione olimpico nel 2000 con la maglia della Jugoslavia, con la quale ha disputato 260 incontri.

## Carriera

### Club
Inizia la sua carriera ad alti livelli nel 1994, in quella che allora era la formazione più forte del panorama pallavolistico della Repubblica Federale di Jugoslavia, il Vojvodina. Milita nella squadra della Voivodina fino al 1999, vincendo 5 campionati consecutivi e quattro Coppe nazionali. Nella stagione 1999-00 si trasferisce in Grecia nelle file dell'Olympiakos vincendo, al termine della stagione, il campionato.
Nell'annata successiva approda in Italia, acquistato dalla neonata società della Trentino. Fa parte delle formazioni dei primi due anni della squadra trentina in Serie A1. Nel stagione 2002-03 torna in Grecia, questa volta con l'Īraklīs Salonicco. La sua seconda avventura greca termina già nel 2003, e nella stagione successiva è impegnato con la maglia della squadra che lo aveva lanciato, impegnata nel nuovo campionato della Serbia e Montenegro.
Nel campionato 2004-05 si trasferisce in Francia, dove disputa quattro stagioni col Tours. Sotto la guida dell'italiano Roberto Serniotti vince due Coppe di Francia, una Supercoppa (perdendo invece le finali del 2004 e del 2006) ed arriva alla finale del campionato nel 2006. Il successo più importante dell'esperienza francese è però la Champions League, vinta nell'edizione 2004-05 alla Final Four di Salonicco. sfiora il trionfo continentale anche nell'edizione 2006-07, dove però viene sconfitto in finale dai tedeschi del Friedrichshafen.
Nel 2008 vive una breve esperienza in Turchia, ma già a novembre si trasferisce al Budvanska rivijera, formazione montenegrina.

### Nazionale
Esordisce in Nazionale nel 1998, prendendo parte in quello stesso anno al Mondiale, dove viene sconfitto in finale dalla Nazionale italiana. Nel 2000 fa parte della spedizione impegnata nelle Olimpiadi di Sydney 2000 che conquista la medaglia d'oro ai danni della Russia. Il periodo d'oro con la nazionale jugoslava termina con la vittoria degli Europei del 2001, dove si vendica con gli Azzurri della sconfitta del 1998.
Gioca con la nazionale (che intanto passa a rappresentare prima la Serbia e Montenegro e poi solo la Serbia) fino al 2007, conquistando negli anni un argento alla Coppa del Mondo, due argenti e un bronzo alla World League, due bronzi agli Europei ed un bronzo alla Grand Champions Cup.

## Palmarès

### Club
- Campionato serbo-montenegrino: 5

1994-95, 1995-96, 1996-97, 1997-98, 1998-99
- Campionato greco: 1

1999-00
- Coppa di Serbia e Montenegro: 4

1994, 1995, 1996, 1998
- Coppa di Francia: 2

2004-05, 2005-06
- Supercoppa francese: 1

2005
- Champions League: 1

2004-05

### Nazionale (competizioni minori)
- European League 2014